# Apthoroblattina
Apthoroblattina è un genere estinto di insetto primitivo del periodo Carbonifero, con una morfologia simile a quella delle blatte. Fossili sono stati trovati in Inghilterra, Galles, Stati Uniti d'America e Russia.
Le dimensioni documentate variano dai 43 mm di lunghezza per A. johnsoni (per 38 mm di larghezza) ai 45 mm di A. sulcata (per 38 mm di larghezza).